# Trnova kruna
Trnova kruna je kruna od bodljikavog trnja, koju su rimski vojnici stavili Isusu oko glave tijekom muke. 
Nakon što je Isus bičevan, rimski vojnici čekali su dolazak Poncija Pilata. Odlučili su se našaliti s Isusom i narugati mu se. To se odvijalo u upraviteljevom dvoru. U blizini bila je rimska utvrda Antonija pa se okupila četa vojnika, njih oko šesto.
Svukli su Isusu gornju haljinu i obukli ga u skrletni plašt, tj. staru vojničku kabanicu crvene boje, koja je oponašala plašt kakav nose kraljevi tijekom svečanosti. Isusa su posjeli na jedan kamen, koji je predstavljao prijestolje. Oko glave stavili su mu krunu spletenu od trnja. Vjerojatno se radilo o trnju biljke koja se zove drača (lat. Paliurus spina-Christi). U ruke su mu stavili komad trstike umjesto kraljevskog žezla. 
Vojnici su prilazili Isusu, saginjali koljena i podrugljivo govorili: "Zdravo kralju židovski" (Mt 27 29). Pljuvali su po njemu, ismijavali ga, cerekali se i trstikom ga udarali po glavi. 
Tijekom bičevanja, Isusu je jedino bila pošteđena glava. A nakon što je dobio trnovu krunu oko glave i glava mu je zlostavljana. Trnje je duboko prodiralo u kožu, gotovo do lubanje. Krv je curila iz mjesta rana. Kada su ga trstikom udarali po glavi, bol se još povećavala. Isus je to strpljivo podnosio, da prikaže žrtvu za ohole i nečiste misli ljudi, za laži, klevete, za grijehe protiv časti ljudi. 
Isus nije ni imao želju postati zemaljski kralj, nego je želio da ga ljudi priznaju za nebeskog kralja. Nebesko kraljevstvo promicao je prolijevanjem svoje krvi i podnošenjem trpljenja.
Židovi su bili ljuti, što rimski vojnici govore da je Isus kralj židovski, pa su tražili od Poncija Pilata, da se što brže dovrši sudski proces. Židovima je bilo u interesu, da se što prije riješe Isusa, jer su se bojali preokreta, a bližila se i velika subota i Pasha kada nisu smjeli raditi.
Relikvija Trnove krune čuva se od 1806. godine u pariškoj katedrali Notre-Dame. Francuski kralj Luj IX. Sveti ju je donio u Francusku u 13. stoljeću.
Otkad je fra Ivan Tutnić svojoj sestri, koludrici Mariji, donio trn s Kristove Trnove Krune 1443., u Gradu Pagu na istoimenom otoku od 1445. redovito se, izuzev zabrane tijekom komunističke Jugoslavije, 4. svibnja održava proslava Svetoga Trna, u kojoj se časti jedina autentična relikvija s Trnove krune u svijetu, potvrđena Autenticom Svete Stolice.

## Unutarnje poveznice
- Suđenje Isusu
- Bičevanje Isusa
- Isusov križni put